# Chaleponcus dabagaensis
Chaleponcus dabagaensis är en mångfotingart som beskrevs av Kraus 1958. Chaleponcus dabagaensis ingår i släktet Chaleponcus och familjen Odontopygidae. Inga underarter finns listade i Catalogue of Life.